# Деловая улица (Москва)
Делова́я у́лица — улица, расположенная в Южном административном округе города Москвы на территории района Царицыно.
Нумерация домов начинается от Промышленной улицы.

## История
Улица названа в 1965 году по характеру застройки: здесь расположены главным образом различные административно-хозяйственные учреждения.

## Расположение
Деловая улица начинается от Промышленной улицы, идёт на юг. По пути пересекает Кавказский бульвар. В одном месте прерывается, затем проходит как юго-западное продолжение Севанской улицы. Протяжённость основной части — около километра, продолжения — 400 м. Улица полностью промышленная, жилые здания отсутствуют.

## Достопримечательности
С нечётной стороны Деловой улицы (части, являющейся продолжением Севанской улицы) находится Котляковское кладбище.

## Транспорт

### Автобус
- 814: Платформа Бирюлево Товарная — Платформа Чертаново: проходит от Промышленной улицы до Кавказского бульвара в одну сторону.
- 850: Метро «Каширская» — Ереванская улица: проходит от Кавказского бульвара до Промышленной улицы в одну сторону.
- 839: Метро «Кантемировская» — Бюро судебно-медицинской экспертизы: проходит от Кавказского бульвара до Промышленной улицы в одну сторону.

### Метро
- Станция метро «Кантемировская» Замоскворецкой линии.